# Alonso Fernández de Madrid y Ocaña
Alonso Fernández de Madrid y Ocaña (Madrid, segle xv) fou un noble i militar castellà.

## Biografia
Segons Quintana era fill de Pedro González de Mendoza i María de Armunia, però José Antonio Álvarez esmenta que, d'acord amb l'època que va viure, era el fill segon d'Alonso Fernández de Madrid i de Catalina de Ocaña. A la mort del seu germà Diego esdevingué el successor de la casa del seu cognom el 1493.
Fou Alcalde de la Santa Hermandad a nivell local i comarcal de la vila de Madrid, una organització instituïda per a la persecució de lladres i altres delinqüents, i la comandà amb gran diligència en els seus càstigs, tant és així que en aquells temps els pobles se sentiren més segurs i la comarca l'aclamà en qualitat de benefactor i pare de la pàtria, en referència a la comarca de Madrid. D'altra banda, els Reis Catòlics també li agraïren la feina realitzada; Alonso esdevingué membre del seu consell i li fou atorgat el títol de fidelíssim mercès del socors i defensa que feu de la fortalesa de Villaverde de Madrid en contra del rei de Portugal. Seguidament, els reis l'enviaren a Escalona com a governador el 18 de maig de 1479, en un moment en què la vila es trobava immersa en una revolta. També esclataren diferències entre els electors de la priora del monestir de Santo Domingo del Real, situació en la què Alonso treballà per tal de solucionar-la, fins al punt que hagué d'escriure a la reina Isabel perquè no podia aconseguir la quietud de les religioses del convent.
Casà amb María Hurtado, natural de Madrid, amb qui tingué a Juan, successor de la casa, i a Diego, que casà amb la comtessa Diana Bolona d'Ugento.
Posteriorment, Lucio Marineo Sículo escrigué en la seva obra grans honors d'aquest personatges.